# گروه عرب مدیا
گروه عرب مدیا یا گروه رسانه عرب (انگلیسی: Arab Media Group) شرکت دولتی رسانه‌ای اماراتی است، که در سال ۲۰۰۵ توسط شرکت دبی هولدینگ تأسیس شد.